# 伊琳娜公主 (羅馬尼亞)
伊琳娜公主，婚後名為伊琳娜·沃克（羅馬尼亞語：Irina Walker，1953年2月28日—），羅馬尼亞末代國王米哈伊一世的第三女。

## 家庭
1983年，伊琳娜與約翰·克魯格（John Kreuger）結婚，兩人共有1子1女：
1. 米哈伊·克魯格（1984年出生）
2. 安潔莉卡·克魯格（1986年出生）

兩人於2003年離婚。2007年，伊琳娜與約翰·衛斯理·沃克（John Wesley Walker）結婚，兩人沒有子女。